# Fortezza di collina

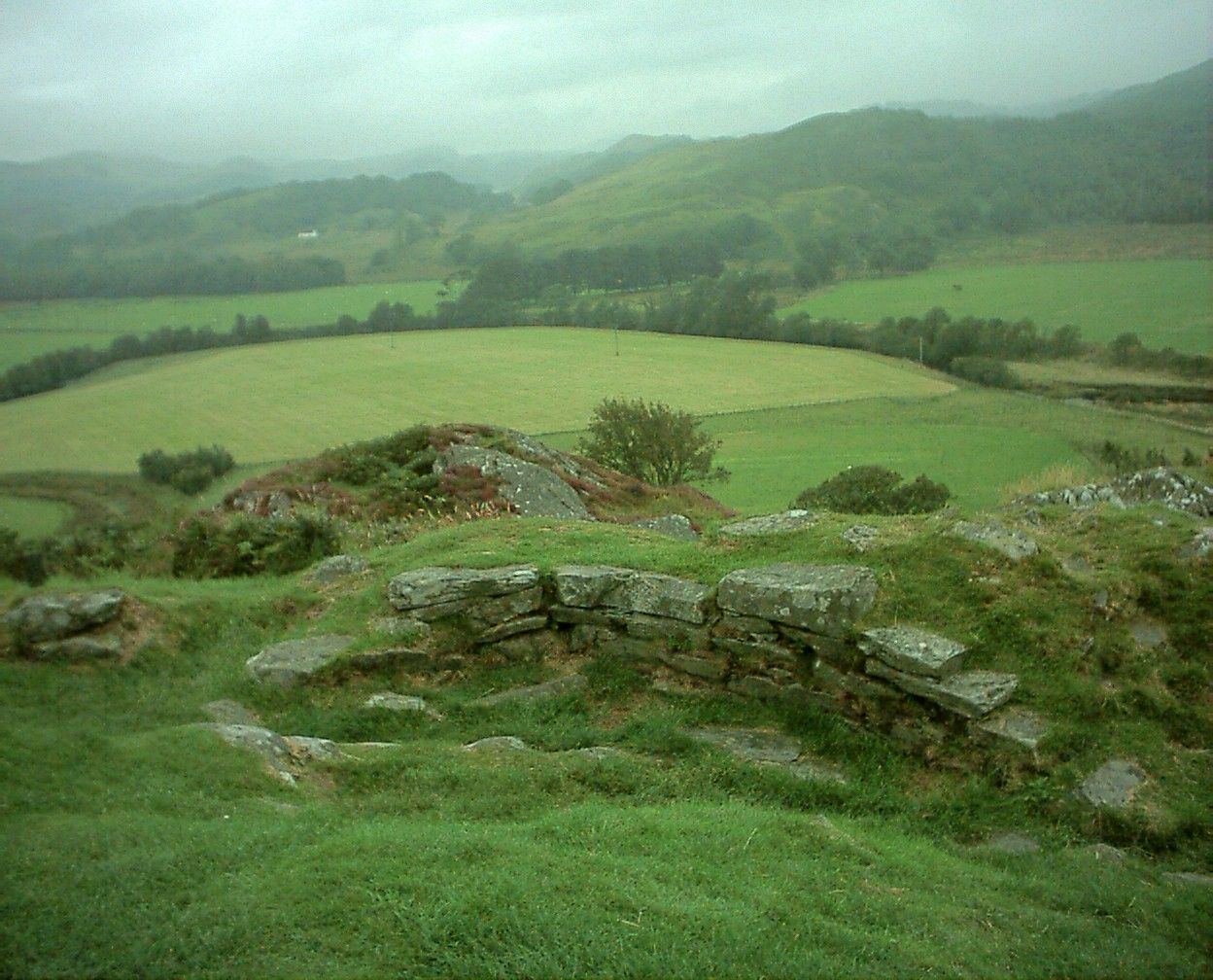
Fortezza collinare di Dunadd, vicino a Kilmartin nell'Argyll, Scozia.

Fortezza di collina è un termine comunemente usato dagli archeologi per descrivere recinzioni fortificate situate su di un'altura per sfruttare il vantaggio difensivo dell'altezza. Questa fortificazione consiste di uno o più terrapieni circolari o semicircolari in terra o pietra, spesso con fossati esterni, che seguivano il profilo della collina.
Dietro questa definizione la varietà di tipi e di periodi è ampia. Alcune erano anche insediamenti, mentre altre appaiono essere state occupate solo stagionalmente o in tempi di conflitto. Inoltre, molte cosiddette 'fortezze di collina', dopo attenti scavi archeologici, si è scoperto non vennero usate per scopi militari, ma per raccogliere bestiame, cavalli e altri animali domestici.
Le fortezze di collina sono molto comuni in tutta Europa. Nell'Europa Centrale le fortezze di collina comparvero nel tardo Neolitico, ma sono particolarmente comuni nella cultura di Urnfield dell'età del bronzo e nella cultura di Hallstatt all'inizio dell'età del ferro, e vennero costruite fino ai tempi della conquista romana in molte aree. Giulio Cesare descrisse le grandi fortezze di collina della tarda età del ferro, che incontrò durante le sue campagne, con il termine oppida. A quell'epoca le fortezze più grandi erano divenute più simili a città che a fortezze e molte vennero assimilate come città romane.

## Scandinavia
In Scandinavia le "fortezze di collina" sono fortificazioni risalenti all'età del ferro che avrebbero potuto avere diverse funzioni. Sono collocate solitamente sulla cresta di colline e montagne, sfruttando precipizi e stagni come difese naturali. Le parti più accessibili delle creste venivano difese da mura di pietra, ed era comune la presenza di mura esterne sui pendii sottostanti. Tonde e chiuse, le cosiddette "fortezze ad anello" sono comuni anche su terreno pianeggiante. Le mura hanno spesso parti rimanenti in pietra, che fungevano probabilmente da supporto a dei pali. Spesso hanno punti di accesso ben delineati, i cui cancelli erano probabilmente in legno. Fortezze di collina con mura robuste erano spesso situate a fianco di vecchie strade commerciali e avevano un carattere offensivo, mentre altre più nascoste e meno fortificate, erano usate probabilmente solo per nascondersi durante le incursioni.
Molte fortezze, situate centralmente in aree densamente popolate, erano capisaldi insediati permanentemente e possono mostrare tracce di insediamento sia all'interno che all'esterno. Vecchi toponimi che contengono la particella sten/stein erano solitamente fortezze di collina.
In Svezia ci sono 1100 fortezze di collina conosciute, con una forte concentrazione sulla costa nord-occidentale e nello Svealand Orientale. Solo nel Södermanland ce ne sono 300, 150 nell'Uppland, 130 nell'Östergötland e un centinaio ciascuno nel Bohuslän e nel Gotland.
Nel Gotland, le "fortezze ad anello" possono appartenere all'età del ferro pre-romanica, ma dominano i ritrovamenti del periodo tra il 200 e il 600 d.C. Molte erano ancora in uso nel Medioevo.

### Esempi
- Tingstäde Träsk

## Gran Bretagna e Irlanda
Le fortezze di collina in Gran Bretagna sono note dall'età del bronzo, ma furono una caratteristica importante dell'età del ferro. Venivano apparentemente usate per scopi abitativi o come accampamenti fortificati durante la media e la tarda età del ferro, prima della conquista romana, e quindi nuovamente dopo la fine della Britannia Romana, per un periodo di diversi decenni nel periodo anglosassone. Esiste comunque un forte dibattito tra gli archeologi moderni circa la loro esatta natura e utilizzo. In Gran Bretagna l'epoca d'oro della costruzione delle fortezze di collina fu tra il 200 a.C. e la conquista romana nel 43 d.C. Dove l'influenza romana fu meno forte (ad esempio nell'Irlanda che non venne invasa o nella Scozia Settentrionale che non fu soggiogata) le fortezze di collina vennero costruite per diversi altri secoli. Alcune fortezze di collina vennero rioccupate dagli Anglo-Sassoni prima e durante le invasioni vichinghe.

### Esempi
- vedi Fortezze di collina in Inghilterra
- vedi Fortezze di collina in Scozia
- vedi Fortezze di collina in Galles

## Francia e Germania
Le loro fortezze di collina in area celtica erano indicati con due denominazioni differenti. Nella Penisola iberica i Celtiberi (ma anche altri popoli, non indoeuropei, da essi influenzati) le chiamavano briga; nelle Gallie, prevale il termine δοῦνον (dalle prime iscrizioni galliche, in alfabeto greco), reso in latino con dūnum.
La tecnica costruttiva impiegata dai Celti nelle fortificazioni delle loro cittadelle era quella definita dai Romani murus gallicus. Cesare, nel De bello Gallico, lo descrive come una struttura con funzione principalmente antiossidionale composta da un'intelaiatura lignea e riempimenti di sassi.
L'eroe gallico Vercingetorige venne assediato da Giulio Cesare nella sua fortezza di collina di Alesia, la cui celebre battaglia pose fine alle guerre galliche.

### Esempi
Francia
- Alesia
- Bibracte (Mont Beuvray)
- Gergovia (Clermont-Ferrand)
- Mont St. Odile (Mur Païen)

Germania
- Heuneburg
- Manching

## Lituania
Le fortezza di collina vennero usate principalmente nelle lotte per il potere tra i duchi lituani e contro le invasioni dei cavalieri teutonici. Venivano chiamate piliakalnis.

### Esempi
- Kernavė

## Nuova Zelanda
I Maori costruirono fortezze di collina, principalmente nell'Isola del Nord, durante il periodo classico (1350-1800). Note come pa, le fortezze vennero talvolta collocate in cima a vulcani estinti e consistevano di un insediamento, talvolta con campi coltivati, circondato da fossati e terrapieni. Palizzate in legno correvano lungo i terrapieni assieme a piattaforme rialzate di combattimento. Durante le guerre māori, il disegno venne gradualmente modificato, con un maggior numero di trinceramenti, mura difensive più spesse e camuffamenti, per resistere con successo all'artiglieria britannica, come successe ad esempio a Gate Pa nel 1864.

### Esempi
- Mount Wellington (Auckland)
- Gate Pa

## India
L'India ha un grosso numero di fortezze di collina, in particolare negli stati di Maharashtra e Rajasthan. I governanti Maratha come Chatrapati Shivaji formarono un meccanismo di difesa molto complesso e robusto, usando fortezze di collina per difendersi dai raid dei Mughal. Il re Maratha Chatrapati Shivaji è accreditato per aver fatto costruire e manutenere numerose fortezze di collina nel Maharashtra Occidentale.

### Esempi
- Lohgad
- Raigad
- Rajgad
- Torna
- Panhala
- Sinhagad